# Amaurornis magnirostris
La gallinella delle Talaud o rallo di macchia delle Talaud (Amaurornis magnirostris Lambert, 1998) è un uccello della famiglia dei Rallidi originario dell'isola di Karakelong.

## Descrizione
La gallinella delle Talaud è un Amaurornis grande e robusto, lungo circa 30,5 cm e ricoperto da un piumaggio molto scuro. La grossa testa e le regioni superiori sono di colore marrone scuro, mentre le regioni inferiori e i fianchi sono di un grigio-bluastro molto scuro. Il becco, grosso e forte, è verde chiaro, e le zampe sono gialle, sebbene divengano verde oliva sulla parte posteriore.
L'unico richiamo confermato di questa timida specie è costituito da una serie di forti latrati rauchi, ma è probabile che essa emetta anche i gridi tipici degli altri ralli di macchia.

## Distribuzione e habitat
La gallinella delle Talaud, scoperta solo recentemente, vive unicamente su Karakelong, una delle isole Talaud, dove condivide l'areale con la gallinella di Wallace (A. moluccana). La sua popolazione viene stimata sui 2350-9560 esemplari. Potrebbe essere presente anche su alcune isole vicine, come Salebabu e Kabaruang, ma su esse vi sono solo 20 km² di foresta, perlopiù in degrado.

## Biologia
È una specie propria della foresta, ma si spinge anche nelle boscaglie e nelle piantagioni rigogliose, fino a 3 km di distanza dal limitare della foresta, nonché su terreni paludosi.

## Conservazione
Su Karakelong rimangono circa 350 km² di foresta, all'interno di due aree protette, ma tali zone non sono adeguatamente gestite e sono tuttora minacciate dall'avanzare dell'agricoltura, dall'abbattimento illegale di alberi e dagli incendi. Oltre i confini della foresta, le gallinelle vengono anche cacciate con l'ausilio di trappole. Un'ulteriore minaccia è dovuta alla predazione da parte dei ratti introdotti su Karakelong, probabilmente ratti delle risaie (Rattus argentiventer).